# 橘休蔭
橘 休蔭（たちばな の よしかげ/やすかげ/おおかげ）は、平安時代初期から前期にかけての貴族。系譜は明らかでないが、贈太政大臣・橘奈良麻呂の曾孫で、神祇伯・橘氏人の子と想定される。官位は正五位下・治部大輔。

## 経歴
嘉祥3年（850年）文徳天皇の即位に伴い従五位下に叙爵。斉衡3年（856年）左兵庫頭に任ぜられる。
文徳朝末の天安元年（857年）侍従に任ぜられると、文徳天皇の崩御を挟んで一時侍従を辞任するが、清和朝に入った天安2年（859年）に再び侍従に任ぜられ、貞観9年（867年）に相模権介として地方官に転じるまでこれを務める。貞観11年（869年）従五位上。
清和朝末に治部大輔として京官に復すると、陽成朝から光孝朝にかけてこれを務め、この間の元慶7年（883年）正五位下に昇叙される。仁和3年（887年）越中守に任ぜられ、再び地方官に転じた。

## 官歴
『六国史』による。
- 嘉祥3年（850年） 4月17日：従五位下
- 斉衡3年（856年） 2月8日：左兵庫頭
- 天安元年（857年） 9月17日：侍従
- 天安2年（859年） 11月25日：侍従
- 貞観9年（867年） 2月11日：相模権介
- 貞観11年（869年） 正月7日：従五位上
- 貞観15年（873年）以前：治部大輔
- 貞観18年（876年） 正月16日：次侍從
- 元慶7年（883年） 正月7日：正五位下
- 仁和3年（887年） 2月17日：越中守

## 系譜
- 父：橘氏人
- 母：不詳
- 妻：不詳
- 生母不明の子女
  - 女子：清和天皇更衣（?-924）[2][3]